# Marcus Hutchins
Marcus Hutchins, poznan pod psevdonimom MalwareTech, britanski raziskovalec, ki se ukvarja z računalniško varnostjo, * junij 1994, Ilfracombe, Devon, Združeno kraljestvo.
V javnosti je poznan predvsem zaradi najdbe pomanjkljivosti v programski kodi izsiljevalskega virusa WannaCry, s katero je zausavil širjenje virusa.

## Življenje
Hutchins se je rodil leta 1994 v mestecu Ilfracombe z 11.097 prebivalci, ki leži na severni obali Angleške grofije Devon. V domačem kraju je obiskoval osnovno in srednjo šolo. Marcus šolanja na univerzi ni nadaljeval, saj je takoj po zaključeni srednji šolo dobil redno zaposlitev pri kalifornijskem podjetju za zagotavljanje računalniške varnosti KryptosLogic. Prav tako ni nikoli obiskoval tečajev za programiranje ampak se je te veščine naučil sam. Leta 2017 je Hutchins našel način, s katerim je zaustavil širjenje izsiljevalskega virusa WannaCry. V drugi polovici leta 2017 je FBI, na računalniški konferenci Def Con v Las Vegasu aretiral Hutchinsa na podlagi šestih različnih obtožb, povezanih z avtorstvom, uporabo ter distribucijo zlonamernih programov. V primeru obsodbe za podane obtožbe bi lahko prejel skupaj do 40 let zaporne kazni.

## Zaposlitev
Hutchins je od začetka leta 2016 zaposlen pri kalifornijskem podjetju za računalniško varnost Kryptos Logic. Podjetje se ukvarja z izdelavo programov na področju računalniške varnosti, analizo groženj in testiranjem varnosti informacijskih sistemov. Podjetje sodeluje z izobraževalnimi ustanovami, vladnimi agencijami in gospodarskimi organizacijami/industrijo. Med najbolj poznane produkte podjetja sodi na primer Dynamic Security, ki ponuja celostne varnostne rešitve za poslovne informacijske sisteme. 

## WannaCry
12. maja 2017 se je po celem svetu začela širiti grožnja WannaCry. WannaCry je na računalnikih zašifriral uporabnikove datoteke, in jim na ta način onemogočil dostop do podatkov. Napadalci so zahtevali plačilo odkupnine v kriptovaluti Bitcoin, v zameno pa naj bi datoteke povrnili. Cena za odklep podatkov se je, v primeru neplačila odkupnine, s časom višala. Če žrtev odkupnine ne plačala pravočasno, so napadalci izbrisali dekriptirni ključ, s katerim bi lahko pridobili dostop do podatkov. WannaCry je izkoristil varnostne ranljivosti in pomanjkljivosti ne posodobljenih operacijskih sistemov, ter napadel računalnike, ki imajo nameščene Microsoftove operacijske sisteme (Vista, 7, 8, 10 in XP). Izsiljevalski virus se je prvič pojavil 12. maja 2017, ko je virus preko ranlivega omrežnega vhoda SMB okužil prvi računalnik, od koder se je ta preko interneta širil na naključne računalnike z ranljivimi omrežnimi vhodi. Hutchins je od raziskovalnega kolega pridobil kopijo izsiljevalskega virusa in pri analizi ugotovil, da se okuženi računalnik poveže na točno določeno domeno. Ob potrditvi neregistrirane domene je virus nadaljeval s šifriranjem in širjenjem. Hutchins je ugotovil, da neregistrirana domena služi kot ključ za nadaljevanje izvajanja programa. Domeno je zato registriral in s tehniko imenovano ‘‘DNS sinkhole’’ preusmeril ves promet te domene na varen strežnik, kar je napadalcem onemogočilo dostop in preprečilo nadaljnje širjenje omenjenega virusa.

## Aretacija v ZDA
3. avgusta 2017 je bil Marcus Hutchins v Las Vegasu, kjer se je udeležil konference DEF CON, aretiran na podlagi šestih obtožb zveznega okrožnega sodišča ZDA za okrožje zahodnega Wisconsina. Vseh šest obtožnic temelji na podlagi suma ustvarjanja, uporabe ter distribucije zlonamerne programske opreme (obtožbe niso povezane z izsiljevalskim virusom WannaCry). Hutchins naj bi med letoma 2014 in 2015 ustvaril ter prodal zlonamerno programsko opremo Kronos, ki se uporablja za nezakonito pridobivanje podatkov bančnih računov. Hutchins se je izrekel za nedolžnega zoper vseh šest obtožb. Po plačilu varščine, je bil na prostosti.
V vrsti pogovorov z spletnim časnikom WIRED, je priznal delo na Kronos in UPAS Kit programski opremi. Obsojen je bil na prestano zaporno kazen in eno leto prostosti pod nadzorom. Sodišče je ob sodbi upoštevalo njegovo vlogo pri zaustavitvi črva WannaCry.

## Kronos
Kronos je škodljivo programje namenjeno nezakonitemu pridobivanju podatkov bančnih računov. Prvič je bila zaznana leta 2014. Leta 2015 je bila zaznana posodobljena različica programa. Domnevni avtor je Marcus Hutchins, ki naj bi program ustvaril leta 2014 ter ga še isto leto za 7.000 USD prodal nezanemu kupcu.